# Parafia św. Józefa w Gościszewie
Parafia św. Józefa w Gościszewie – parafia rzymskokatolicka w diecezji elbląskiej. Erygowana ok. 1284 roku, reerygowana 1 stycznia 1960 roku przez biskupa warmińskiego Tomasza Wilczyńskiego.

## Zasięg parafii
Do parafii należą wierni z miejscowości: Gościszewo, Uśnice, Goraj, Grzępa, Koniecwałd, Parpary, Węgry, Wielbark. Tereny te znajdują się w gminie Sztum w powiecie sztumskim, w województwie pomorskim. 

## Miejsca kultu
Kościół parafialny w Gościszewie został wybudowany w latach 1926–1928, wtedy też poświęcony. Kościół filialny w Uśnicach zbudowano i konsekrowano w roku 1937. 

## Proboszczowie
- ks. kan. Stanisław Kalinowski (1960–1999)
- ks. kan. mgr lic. Edward Słowik (od 1999-2023)
- ks. mgr lic. Piotr Olechowski (od 1 lipca 2023 administrator)